# Тайга
 Тази статия е за вида природна зона.  За екорегиона вижте Тайга (Северна Америка).  
Тайга̀та (иглолистни бореални гори) е биом (природна зона) в умерения климатичен пояс на Евразия и Северна Америка. Под името бореални гори това е един от основните хабитатни типове във физикогеографската класификация на Световния фонд за природата.
Характеризира се с преобладаващи иглолистни (хвойнови) гори. В действителност, тайга са наречени само горите в Евразия, но понятието се използва за целия биом. Хвойновите дървета съставят основния растителен живот благодарение на своята силна приспособимост към хладния климат. За тази зона са характерни и блатата и мочурищата, които покриват континенталната част на Канада и северната част на Сибир.
Има огромно значение като климатичен регулатор. Основен източник за добив на дървесина. Около 75 % от иглолистната дървесина се добива от тук.

## Географско разположение
Разположена е в северната умерена влажна географска зона, между широколистните, смесените гори и степите на юг, и тундрата на север. Образува почти непрекъснат пояс. Южната му граница е разположена между 50 и 70° с. ш., а северната в по-голямата си част приближава 70° с. ш., като само на някои места не достига Северната полярна окръжност. Средната ширина на бореалния пояс е 1000 – 1200 km. Тайгата е най-голямата по площ, заемаща приблизително 10 % от сушата (около 2,3 млн. кв. km) и най-древна съвременна природна зона.
В Европа заема почти целия Скандинавски полуостров и Финландия. На територията на Русия южната граница на тайгата започва от ширината на Санкт Петербург, продължава до горното течение на река Волга, Северна Москва, Урал, по 54° с. ш. до Новосибирск, а оттам до Хабаровск и Находка в Далечния изток. Целият западен и източен Сибир, планинските масиви на Урал, Алтай, Саяните и територията около езерото Байкал са покрити с иглолистни гори. Ширината ѝ в европейската част на Русия е 800, а Западен и Източен Сибир – 2150 km, което е съизмерно с територията на Европа. Сибирската тайга, която лежи на юг от тундрата, е най-голямата иглолистна гора в света
В Северна Америка тайгата се простира северно от Големите езера, практически по границата на САЩ и Канада.
В южното полукълбо не са развити гори от типа на тайгата, но съществуват малки иглолистни и смесени формации основно от представители на семейство Кипарисови и Върбови.

## Произход и развитие
За първи път иглолистните гори се обособяват в тези географски ширини през неогена, когато растителните пояси започват да се изместват на юг, поради настъпилото захлаждане на климата. Преди това, през палеогена, територията на тайгата е била заета от широколистни гори. Мястото на отсъпващите широколистни гори постепенно се заема от студоустойчиви иглолистни формации. Компонентите на сегашните бореални гори възникват много преди неогена, когато иглолистни съобщества има във всички географски ширини, включително далеч на север от сегашната горска граница.

## Климат
Климатът е умерено хладен. Характеризира се с дълъг зимен период и късо сравнително топло лято. През пролетта по-голямата част от тайгата се наводнява от топящите се ледове на течащите реки, докато устията им остават покрити. През лятото част от почвата се заблатява, а през зимата се заледява.
Годишната температурна амплитуда е в диапазона от –40 °C до 20 °C. Средната лятна температура е 10 °C. Средното количество валежи е от 300 до 900 mm годишно. В някои райони може да надвиши 2000 mm.
За бореалната зона е характерна богата мрежа от влажни зони – блата, мочурища, многобройни езера и големи речни системи. През тайгата протичат едни от най-големите реки – Об, Енисей, Лена, Юкон, Маккензи.

## Почви
Почвите са неплодородни, бедни на хранителни вещества и с малка дълбочина. Имат кисела реакция. Хумусът е с груба структура, поради намалената активност на хумусообразуващите микроорганизми от ниската температура. Хумусният хоризонт е беден на хумусни вещества, железни съединения и др., обезцветен и почти изцяло съдържащ кварцов пясък. Причина за това е постоянната влага в почвите, заради която тези вещества се пренасят в долния слой, и го оцветяват тъмнокафяво. От своя страна постоянната влага се дължи на т. нар. „вечна замръзналост“. В огромни райони почвите са замръзнали през голяма част от годината – 6 до 8 месеца. Корените на дърветата се развиват на малка дълбочина и се разпростират хоризонтално. Това води до намаляване на гъстотата на дърветата.
Почвите се казват подзолисти.

## Растителност
В суровите климатични условия съществуват само добре приспособени към тях растителни видове. Иглолистните видове са студоустойчиви и вегетират за кратък период през годината, използвайки водата от размразената почва през лятото. Продължителността на вегетативния период е около 130 дни. През зимата, когато почвата е замръзнала, дърветата не страдат от недостиг на вода поради слабата транспирация. Успяват да задоволят нуждата си от минерални вещества въпреки бедните почви, благодарение на симбиозата между корените им и почвени гъби, разлагащи органични вещества (микориза).
Има видове като бор, ела, смърч и други.

## Животински свят
Фауната на тайгата е основно горска, като в най-южните участъци се срещат някои степни видове, а съответно в най-северните – видове характерни за тундрата, мигриращи през зимата. Фауната произхожда основно от видове, възникнали преди оформянето на съвременната тайга. Повечето от животните се срещат и в умерените широколистни гори – катерица, кафява мечка, рис, сибирски бурундук и други. Типичните за бореалните гори видове имат близкородствени такива извън тях.

### Безгръбначни
Безгръбначната фауна е представена най-вече с относително богатство на бръмбари и двукрили насекоми, колемболи и кръгли червеи.
Въпреки неблагоприятните условия, почвата е населена с голямо количество микроскопични кръгли червеи нематоди. На 1 кв. м. кръглите червеи могат да наброяват до 10 млн. Характерен е земният червей Eisenia nordenskyoldi. При насекомите са типични многобройни бръмбари-листояди и видове от семейство Корояди, Сечковци и Златки, чиито ларви се хранят с кората и дървесината на дърветата. Ларвите на представителите на сем. Elateridae и други насекоми се хранят с корените на дърветата. Много разпространени са кръвосмучещите двукрили: комари, зли мухи, ободи (сем. Tabanidae), хелеиди (сем. Heleidae), папатациеви мушици (сем. Psychodidae), хапещи мухи (сем. Stomoxydidae). Размножават се до огромен брой и дори принуждават тревопасните бозайници, мигранти от тундрата през зимата, да ускорят връщането си на север през пролетта.

### Гръбначни
Големите речни системи и езера са богати на много видове риби. Северните реки са основното място за хвърляне на хайвер от атлантическата и други видове сьомга.
Поради ниските температури, в иглолистните гори са разпространени малко видове земноводни и влечуги. В евразийската тайга типичен представител на земноводните е сибирският тритон, а освен него се срещат кафява крастава жаба, планинска жаба и Rana arvalis. На север до полярния кръг достига ареалът на усойницата и живородния гущер. В най-южните области се среща сивата водна змия.
Срещат се два вида глухари – Tetrao urogallus и Tetrao parvirostris, тетрев, лещарка, източносибирска лещарка. Типични видове са ивичестата сова и брадатата улулица, които са постоянни само в зоната на тайгата, а извън нея се срещат само скитащи индивиди. Широко представени за Врабчоподобните – специализираните в хранене със семена на иглолистни дървета обикновена и белокрила кръсточовка, насекомоядните евроазиатски боров и качулат синигер и северноамериканските лапландски синигер (Parus cinctus) и Parus atricapillus, горска дърволазка, дроздове, коприварчета, певци, чинки, овесарки и северноамериканското семейство Певачови.
В тайгата се срещат сравнително малко видове бозайници с малък брой индивиди. Летяща катерица, американски еленови „мишки“ (Peromyscus), лос, колонок, самур, златка, хермелин, невестулка, норка, видра, кафява мечка (в американските иглолистни гори подвидът гризли), американска черна мечка, вълк, евроазиатски рис, в Северна Америка канадски рис, росомаха. Росомахата е характено животно само за бореалните гори и отлично приспособено за живот в техните условия.

## Други
На тайгата е наречена улица в квартал „Орландовци“ в София (Карта).